# مساحة الزجاج الأمامي

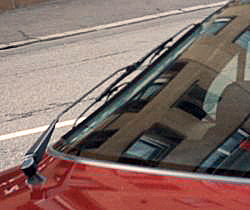
ممسحة الزجاج الأمامي في سيارة متوقفة.

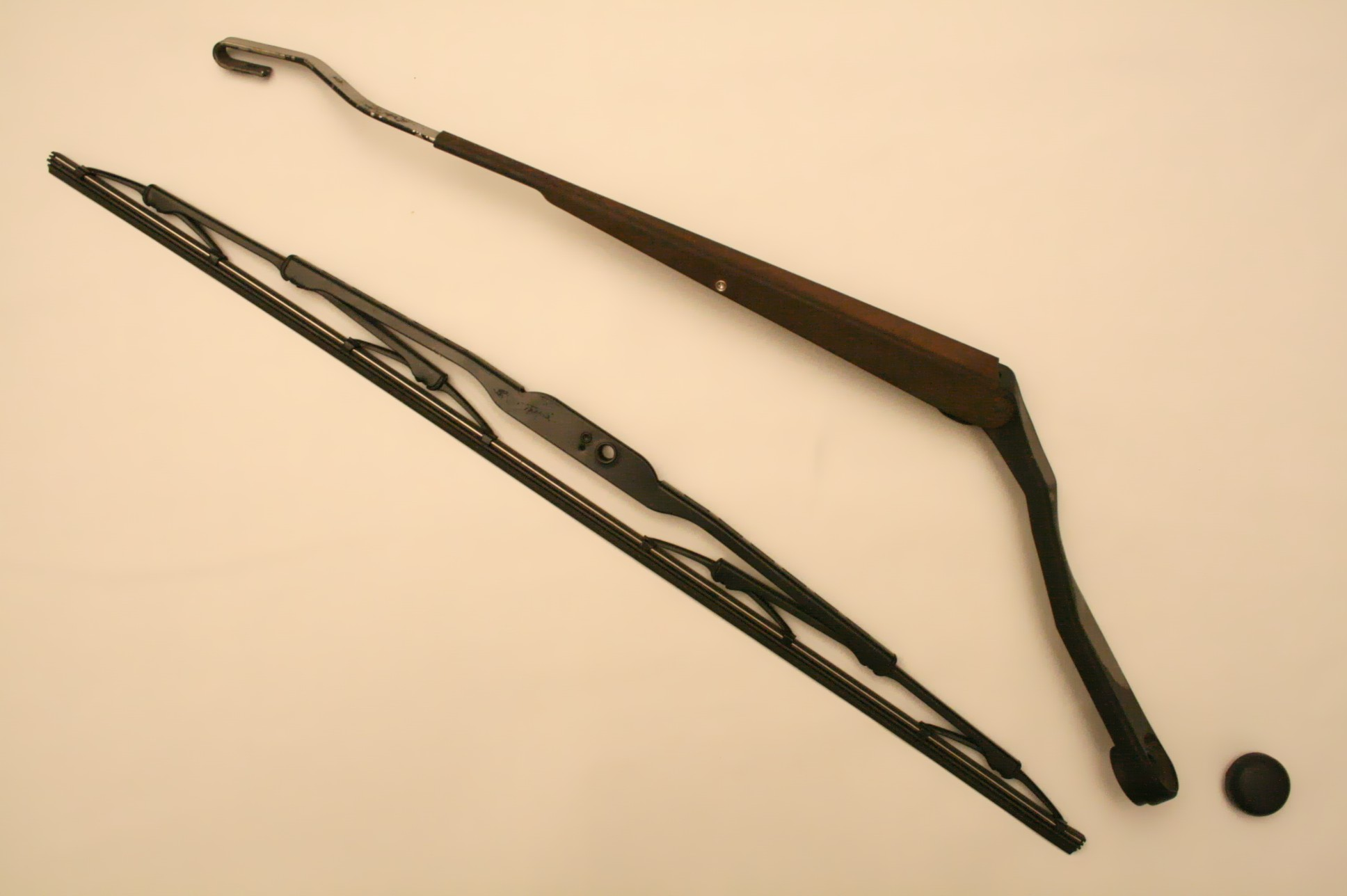
مساحة الزجاج الأمامي مع الذراع.

مَسَّاحة الزجاج الأمامي أو ممسحة الزجاج الأمامي (بالإنجليزية: Windscreen wiper)‏ هو جهاز يستخدم لإزالة قطرات المطر والثلج. ويستخدم أيضا بتنظيف الزجاج الأمامي من الغبار. تقريبا تحتوي كل السيارات على هذا القطعة.